# Kanton Arudy
Kanton Arudy (francouzsky Canton d'Arudy) je francouzský kanton v departementu Pyrénées-Atlantiques v regionu Akvitánie. Tvoří ho 10 obcí.

## Obce kantonu
- Arudy
- Bescat
- Buzy
- Castet
- Izeste
- Louvie-Juzon
- Lys
- Rébénacq
- Sainte-Colome
- Sévignacq-Meyracq